# Finnmark (Fylke)
Finnmark (deutsch „Feld der Samen“, nordsamisch Finnmárku, finnisch (kvenische Dialekte) Ruija) ist eine norwegische Provinz. Es ist der flächenmäßig zweitgrößte und mit nur 1,5 Einwohnern pro Quadratkilometer am dünnsten besiedelte Verwaltungsbezirk (Fylke) Norwegens. Der Bezirk liegt im äußersten Nordosten des Landes und hat hier die einzige direkte Grenze Norwegens mit Russland.

## Geografie

### Lage und Topografie
Das Fylke Finnmark liegt im Nordosten des norwegischen Hauptlandes. Es hat nur eine Grenze zu einem anderen norwegischen Fylke, nämlich zum westlichen gelegenen Troms. Des Weiteren besteht eine Grenze zu Russland im Osten und zu Finnland im Süden. Die norwegisch-russische Grenze verläuft weitgehend in den beiden Flüssen Jakobselva und Pasvikelva, die norwegisch-finnische Grenze in Teilen in den beiden Flüssen Anárjohka und Tanaelva (nordsamisch Deatnu). Im Norden und Nordosten wird das Fylke zudem durch den Arktischen Ozean und die Barentssee, ein Randmeer des Arktischen Ozeans, begrenzt.
Das Gebiet lässt sich in die vier Landschaften Ost-Finnmark (Øst-Finnmark), West-Finnmark (Vest-Finnmark), die Finnmarksvidda und das Küstengebiet der Finnmark unterteilen. Das im Innenland gelegene Hochplateau, die Finnmarksvidda, hat Kontinentalklima mit den tiefsten Wintertemperaturen in Norwegen. Rund 95 % der Fläche des Fylkes liegen auf einer Höhe von unter 600 moh. Die höchsten Berge liegen im Westen des Fylkes, wo die Landschaft alpin geprägt ist. Die höchste Erhebung ist der Gletscher Øksfjordjøkelen auf der Grenze zu Troms.
Aus dem Norden und Osten scheren sich mehrere größere Fjorde wie der Porsangerfjord (nordsamisch Porsáŋgguvuotna, kvenisch Porsanginvuono), der Laksefjord (nordsamisch Lágesvuotna, kvenisch Laisvuono), der Tanafjord (nordsamisch Deanuvuotna) und der Varangerfjord (nordsamisch Várjavuonna, kvenisch Varenkinvuono) ein. Das Gebiet zwischen dem Tana- und dem Varangerfjord bildet die Varangerhalbinsel, auf der der Varangerhalvøya-Nationalpark liegt. In der Finnmarksvidda liegt an der Grenze zu Finnland der Anárjohka-Nationalpark. Weitere Nationalparks auf dem Gebiet des Fylkes sind der Øvre-Pasvik-Nationalpark, der Seiland-Nationalpark und der Stabbursdalen-Nationalpark.

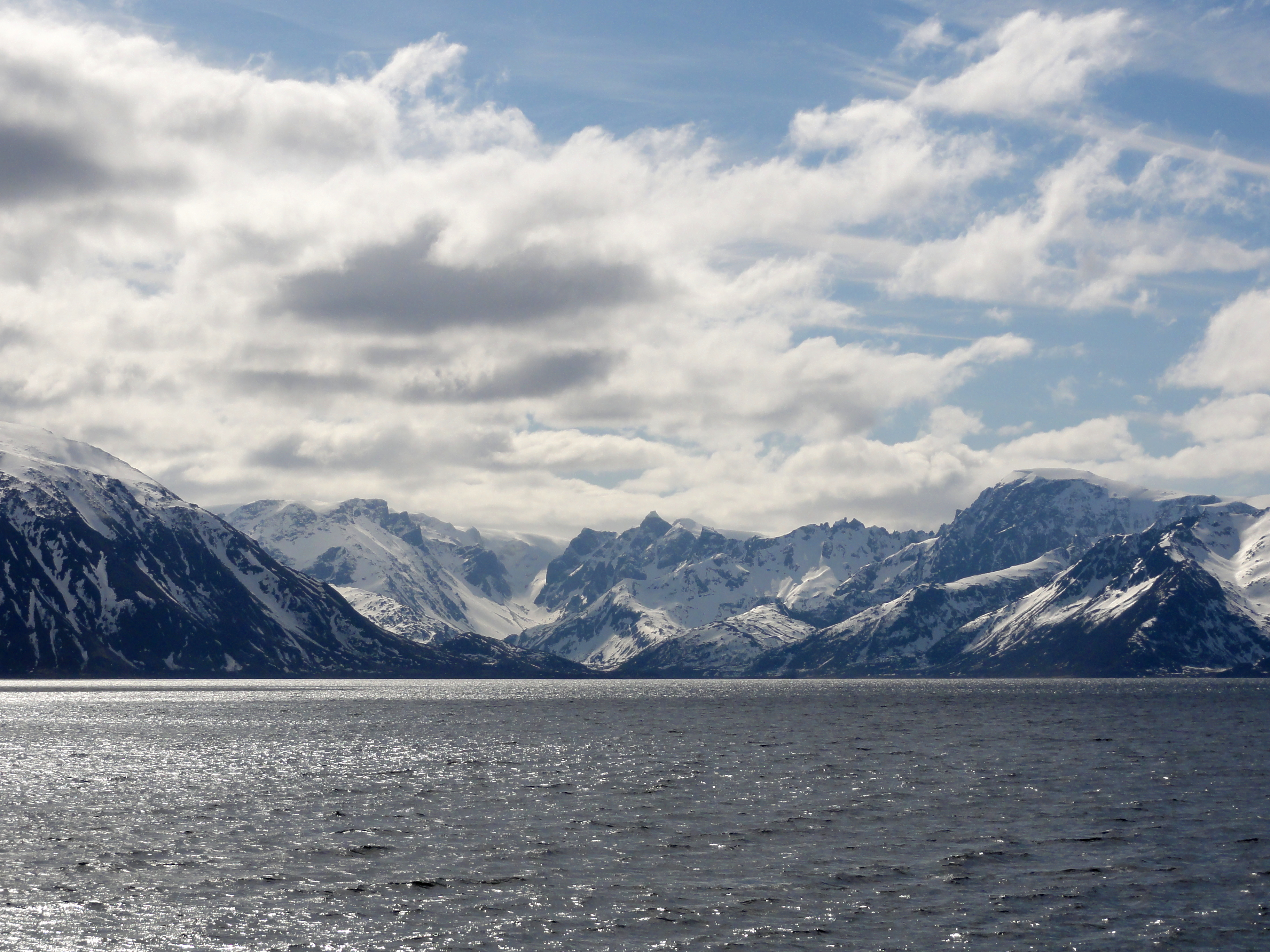
Berglandschaft in der Westfinnmark
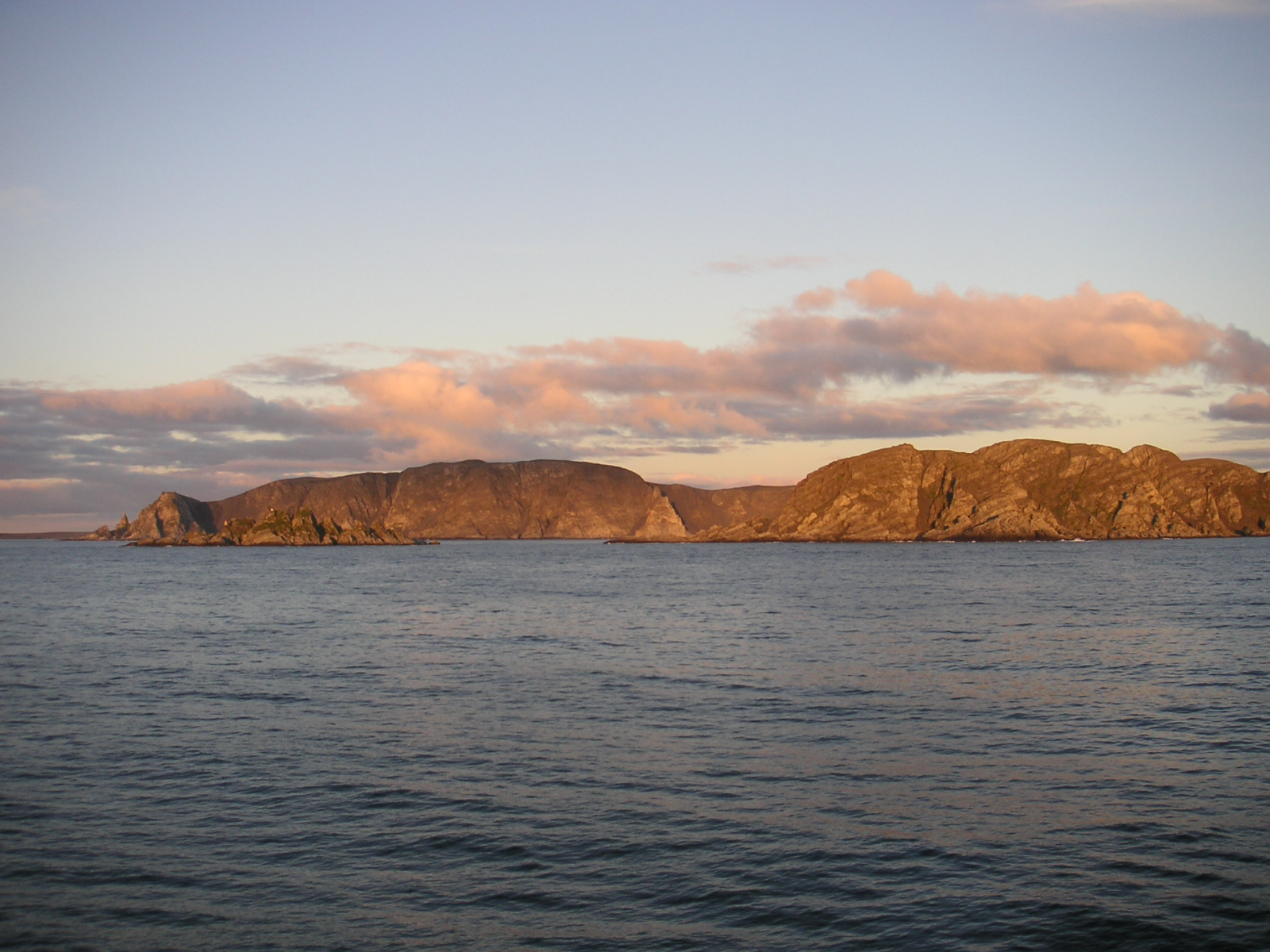
Felsige Küste zur Barentssee
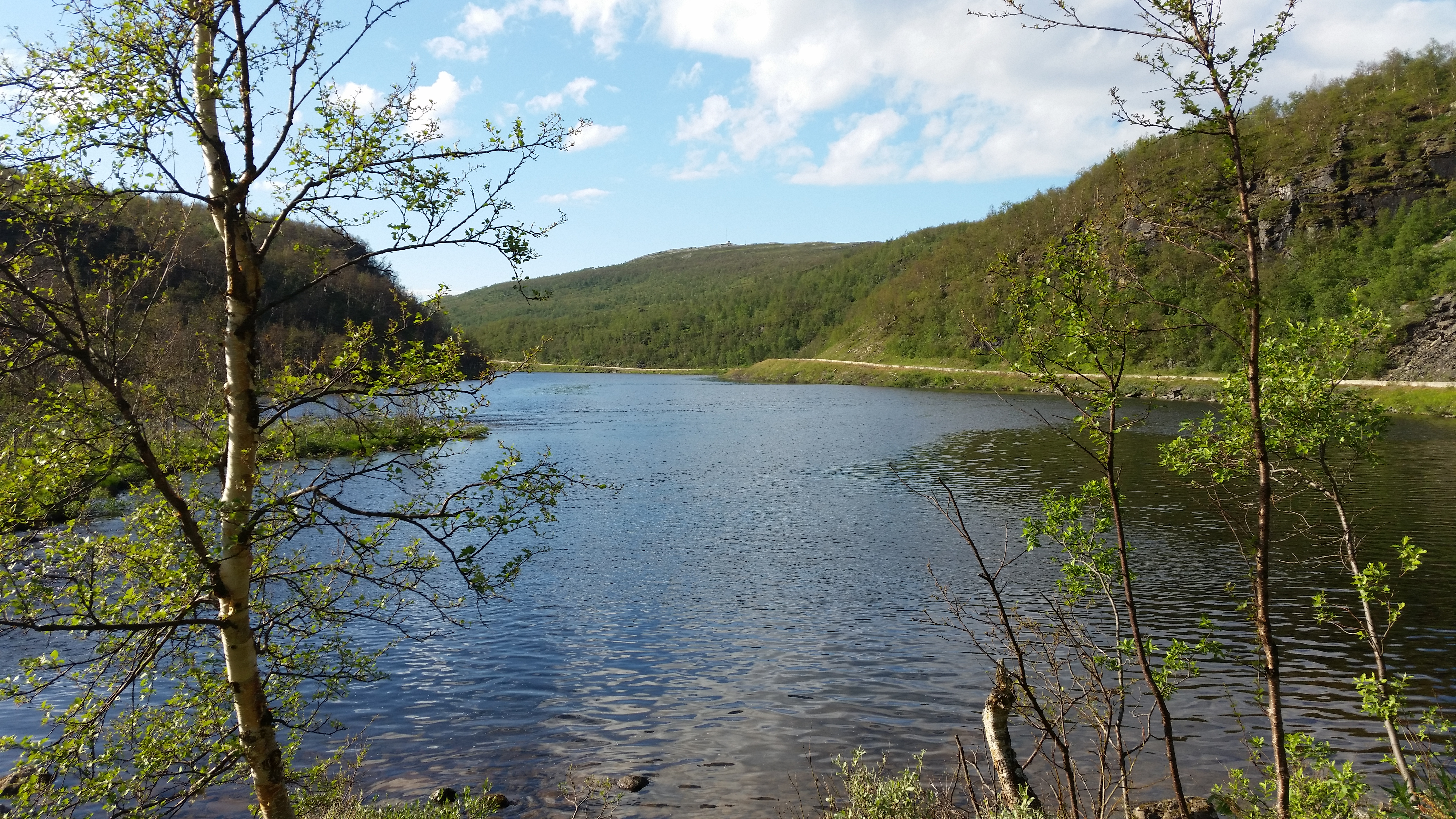
Landschaft in der Finnmarksvidda

### Klima
Das Klima in der Finnmark variiert aufgrund der Größe sowie der Fjorde, die teils weit ins Landesinnere hineinreichen, stark. Der Norwegische Strom bringt relativ warmes Wasser an die Küste der Finnmark und sorgt dafür, dass das Meer dort auch im Winter nicht zufriert. Das Innenland wird von den Bergen im Nordwesten der Finnmark abgeschirmt, weshalb das dortige Klima kontinental geprägt ist. Am 1. Januar 1886 wurde im in Innenland gelegenen Karasjok eine Temperatur von −51,4 °C gemessen. Dies ist die kälteste je in Norwegen gemessene Temperatur. Durch die hohen Temperaturunterschiede zwischen dem kalten Innenland und den vergleichsweise wärmeren Küstengebieten entstehen im Winter an der Küste häufig Stürme.

## Bevölkerung

### Samen und Kvenen
In der Finnmark lebt auch fast die Hälfte aller norwegischen Samen (Sámi), die Angehörigen einer Volksgruppe, die schon vor etwa 10.000 Jahren nach Nord-Skandinavien einwanderte. In Norwegen leben heute offiziell 11.500 für das Sami-Parlament wahlberechtigte erwachsene Samen (gemäß Samemanntallet), sich selbst zählen aber mehr als 60.000 erwachsene Einwohner zu den Sami.
Einige Tausend Menschen, Nachkommen finnischer Einwanderer in der Finnmark, sprechen Kvenisch.

### Städte und Ballungsräume
Im Jahr 2024 lebten 78,5 % der Einwohner des Fylkes in einem Tettsted, also einer Siedlung, die für statistische Zwecke als eine städtische Siedlung gewertet wird. Die drei größten Tettsteder sind Alta mit 16.269, Hammerfest mit 7995 und Vadsø mit 4867 Einwohnern (Stand: 1. Januar 2024).

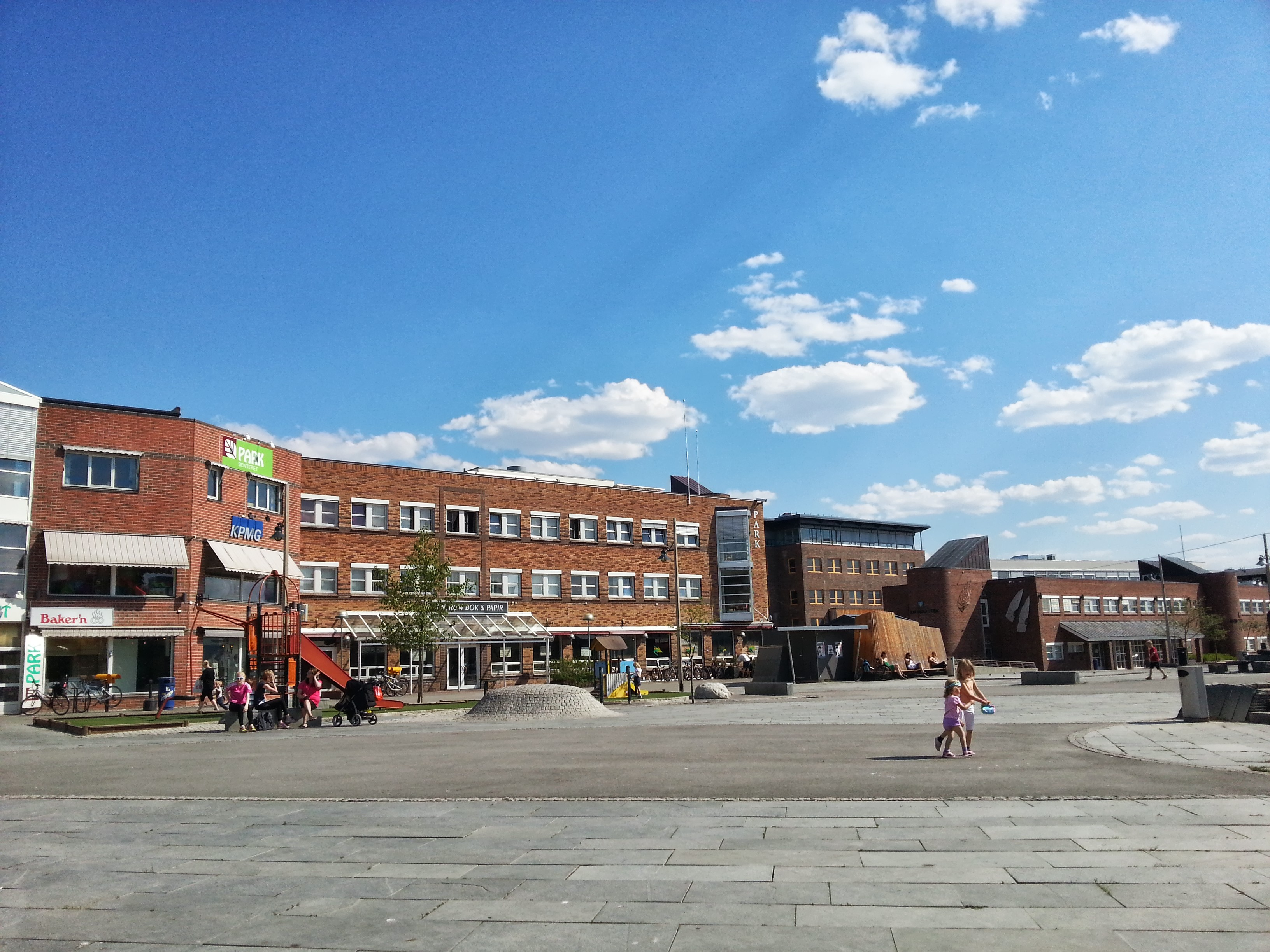
Alta
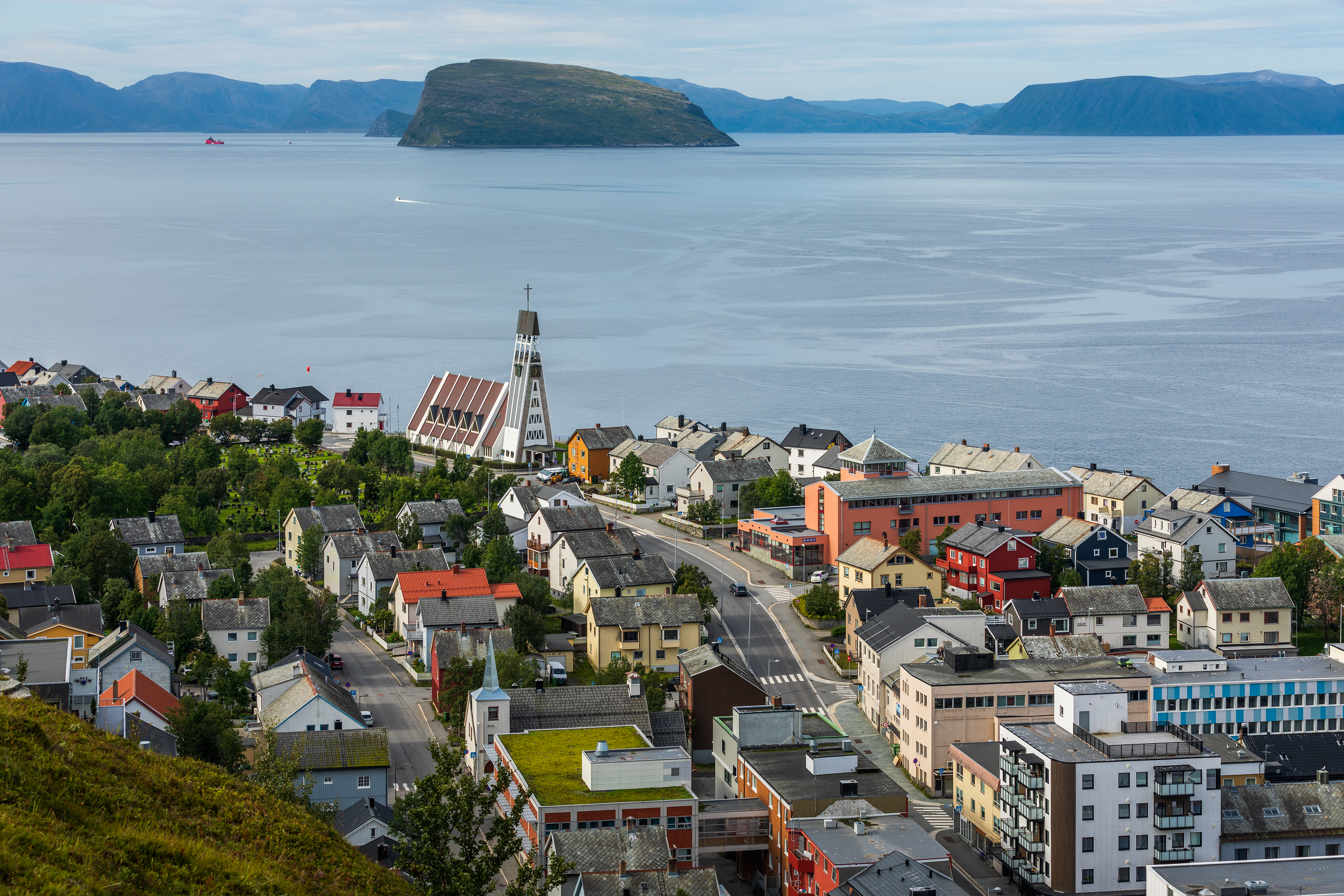
Hammerfest
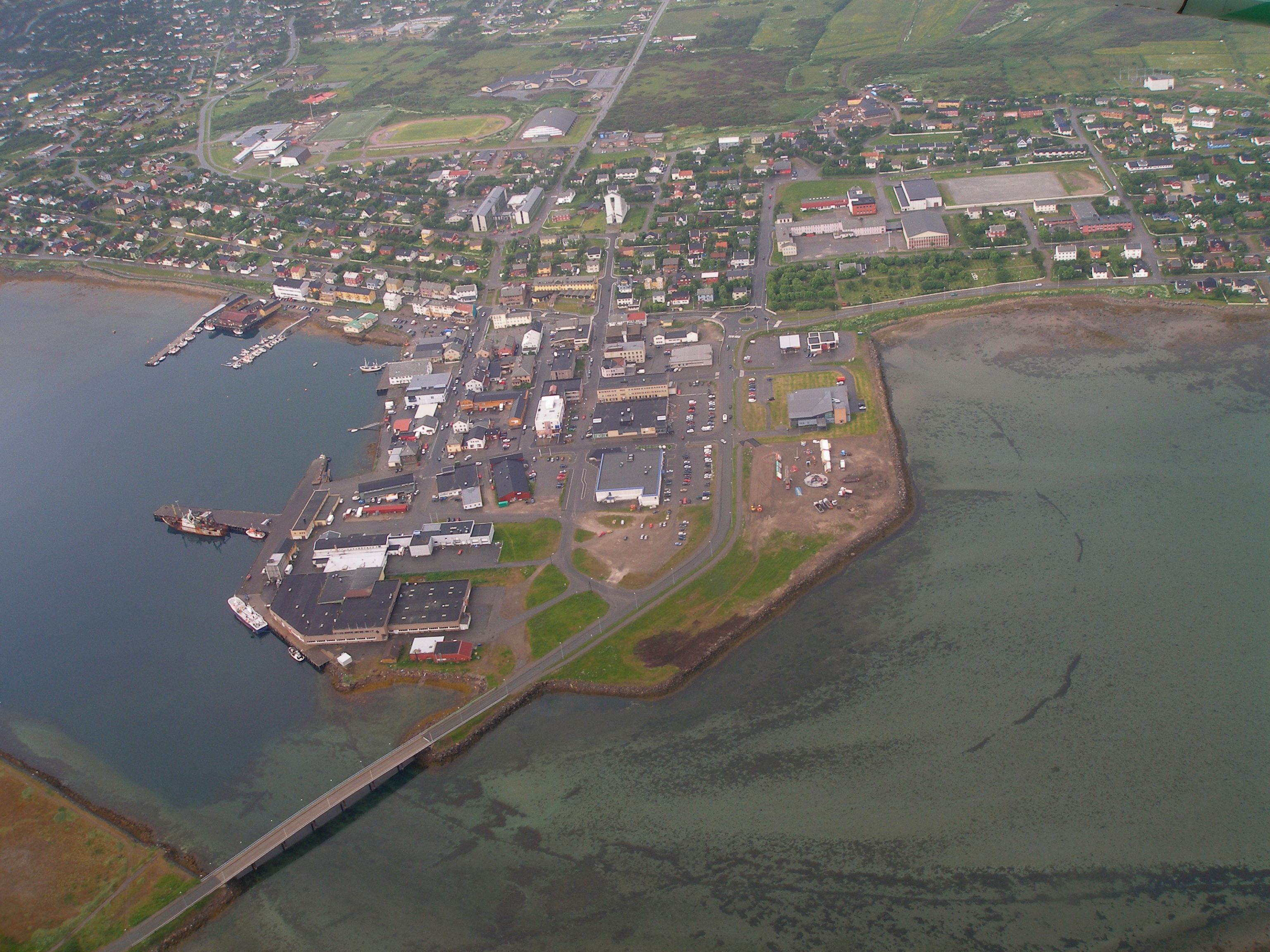
Vadsø

## Verwaltungsgliederung
Das Fylke ist seit 2024 in 18 Kommunen unterteilt. Bis Ende 2019 gehörten noch 19 Kommunen zur Finnmark, da Kvalsund zum 1. Januar 2020 im Rahmen der landesweiten Kommunalreform in Hammerfest aufging.
| Kommunen- nummer | Name                          | Einwohner (2025) | Fläche (km²) | Sprach- form |
| ---------------- | ----------------------------- | ---------------- | ------------ | ------------ |
| 5601             | Alta                          | 21.877           | 3.848,82     | Bokmål       |
| 5603             | Hammerfest                    | 11.324           | 2.692,83     | neutral      |
| 5605             | Sør-Varanger                  | 9963             | 3.971,42     | Bokmål       |
| 5607             | Vadsø                         | 5777             | 1.258,06     | Bokmål       |
| 5610             | Karasjok (Kárášjohka)         | 2524             | 5.452,94     | Bokmål       |
| 5612             | Kautokeino (Guovdageaidnu)    | 2852             | 9.707,35     | Bokmål       |
| 5614             | Loppa                         | 864              | 689,27       | Bokmål       |
| 5616             | Hasvik                        | 977              | 555,43       | Bokmål       |
| 5618             | Måsøy                         | 1098             | 1.137,19     | Bokmål       |
| 5620             | Nordkapp                      | 2956             | 926,59       | neutral      |
| 5622             | Porsanger (Porsaŋgu/Porsanki) | 3896             | 4.874,29     | Bokmål       |
| 5624             | Lebesby                       | 1238             | 3.460,5      | Bokmål       |
| 5626             | Gamvik                        | 1051             | 1.416,55     | neutral      |
| 5628             | Tana (Deatnu)                 | 2798             | 4.051,28     | Bokmål       |
| 5630             | Berlevåg                      | 890              | 1.121,77     | Bokmål       |
| 5632             | Båtsfjord                     | 2107             | 1.435,12     | neutral      |
| 5634             | Vardø                         | 1982             | 600,85       | Bokmål       |
| 5636             | Nesseby (Unjárga)             | 868              | 1.437,19     | Bokmål       |
| 56               | Finnmark                      | 75.042           | 48.637,45    | neutral      |

## Geschichte
Die Finnmark ist seit circa 10.000 Jahren besiedelt. Die Samen sind die älteste bekannte Bevölkerungsgruppe, die heute noch hier lebt. Aus der Frühzeit finden sich etwa 6000 bis 2000 Jahre alte Spuren der Komsa-Kultur (Felsmalereien bei Alta), einer Rentierjäger- und Fischerkultur.
Finnmark ist schon vor dem Jahre 1000 n. Chr. als norwegisch dokumentiert. Ab dem 13. Jahrhundert bis zum Ende des 15. Jahrhunderts war Nordnorwegen den Raubzügen der Karelier ausgesetzt. Ab dem 14. Jahrhundert gab es eine stärkere norwegische Einwanderung. Vermutlich aus dem 15. Jahrhundert stammt die älteste Kirche der Finnmark, die Kirche von Trondenes. Die Region war frühzeitig fest eingebunden in das europäische Handelssystem. Viele Auswärtige führte der Handel in den Norden. Die Samen im Binnenland trieben Pelzhandel ostwärts mit der Kola-Halbinsel sowie mit dem Baltikum. Samen an der Küste nahmen am Handelssystem der Hanse teil. An der Küste entwickelte sich schnell eine lebendige internationale Küstenkultur.
Ab dem 16./17. Jahrhundert wuchs das Interesse von Schweden, Dänemark und Russland, die Finnmark territorial zu kontrollieren. Die Küste der Region sollte Ausgangspunkt für die Kontrolle der Handelswege nach Russland und in den Fernen Osten dienen. Von 1611 bis 1613 führten Dänemark und Schweden den Kalmarkrieg, an dessen Ende die Finnmark unter dänische Oberheit fiel.

Im 17. Jahrhundert galt die Provinz Finnmark in Norwegen als Verbannungsort, was bis heute für viele Norweger noch der Fall ist, weswegen mit der Versetzung in den hohen Norden des Landes sehr hohe Gehaltszuschläge winken. Im 18. Jahrhundert begann die Kolonisierung samischer Gebiete durch die Norweger. Dennoch blieb Hammerfest lange eine vielsprachige Stadt. Im 19. Jahrhundert setzte eine deutliche ökonomische Entwicklung ein.

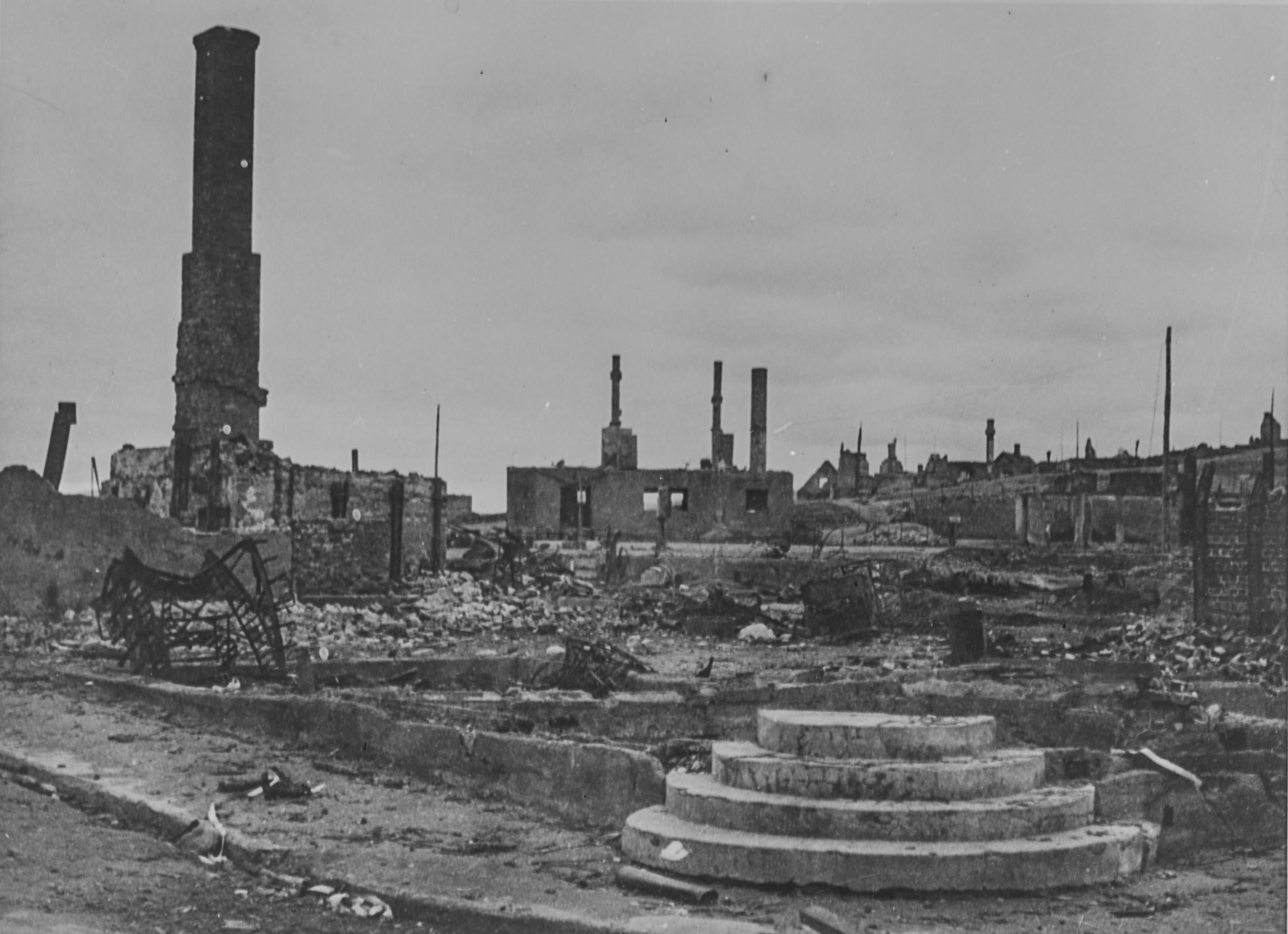
Das Zentrum von Kirkenes nach dem deutschen Rückzug

In den 1920er und 1930er Jahren wirkten finnische faschistische Bewegungen auf die Eingliederung der finnischsprachigen Gebiete der Finnmark nach Finnland hin.
Nach der deutschen Besetzung Norwegens 1940 versuchte der Gouverneur der Finnmark, Hans Gabrielsen (1891–1965), einen Teil der norwegischen Truppen dem Zugriff der Deutschen zu entziehen und sie an der Narvik-Front gegen die Invasoren einzusetzen. Nach der Kapitulation der norwegischen Truppen am 10. Juni 1940 kam er in das deutsche Konzentrationslager Grini bei Oslo. Im Rahmen des Unternehmens Nordlicht erfolgte 1944 die vollständige und rücksichtslose Deportation (Zwangsevakuierung) von 50.000 Menschen und die Zerstörung aller Unterkünfte ostwärts des Lyngenfjords durch die Wehrmacht. Weitere 25.000 Menschen konnten sich der Deportation entziehen und flohen in die Berge. Zerstört wurden u. a. 11.000 Wohnhäuser und 350 Brücken.
Die Ereignisse dieser Zeit und der des Wiederaufbaus werden im Wiederaufbaumuseum (Museene for Kystkultur og gjenreisning i Finnmark IKS) in Hammerfest dokumentiert. In Kiberg (Gemeinde Vardø) befindet sich ein Partisanenmuseum, in Narvik ein Kriegsmuseum.

### Zusammenlegung von Finnmark und Troms
Seit einigen Jahren gab es im Rahmen einer Verwaltungsreform Planungen zur Zusammenlegung des Fylke Finnmark mit dem benachbarten Fylke Troms zu einem neuen Fylke Troms og Finnmark. Dieses Vorhaben stieß in Finnmark auf erheblichen Widerstand. Am 15. März 2018 votierte der Fylkesting (Kreistag) von Finnmark mit 21 gegen 11 Stimmen gegen die geplante Fusion und sprach sich mit nur 4 Gegenstimmen für eine Volksabstimmung über diese Frage aus. Die Volksabstimmung über die Zusammenlegung von Finnmark und Troms wurde am 14. Mai 2018 in Finnmark abgehalten. Von den 59.625 Stimmberechtigten stimmten 87 % gegen die Zusammenlegung. Die Wahlbeteiligung lag bei 58,5 %. Zum 1. Januar 2020 wurde die Zusammenlegung zur Provinz Troms og Finnmark vollzogen, allerdings wurde diese bereits zum 1. Januar 2024 durch die erneute Aufteilung in zwei Provinzen Troms und Finnmark wieder aufgelöst.

## Verkehr

### Flugverkehr
Die Finnmark hatte 2009 elf Flughäfen.
| Flughafen   | ICAO | IATA | Lage                         |
| ----------- | ---- | ---- | ---------------------------- |
| Alta        | ENAT | ALF  | 69° 58′ 34″ N, 23° 22′ 18″ O |
| Båtsfjord   | ENBS | BJF  | 70° 36′ 5″ N, 29° 41′ 46″ O  |
| Berlevåg    | ENBV | BVG  | 70° 52′ 16″ N, 29° 1′ 50″ O  |
| Hammerfest  | ENHF | HFT  | 70° 40′ 47″ N, 23° 40′ 7″ O  |
| Hasvik      | ENHK | HAA  | 70° 29′ 10″ N, 22° 8′ 34″ O  |
| Honningsvåg | ENHV | HVG  | 71° 0′ 35″ N, 25° 59′ 1″ O   |
| Kirkenes    | ENKR | KKN  | 69° 43′ 30″ N, 29° 53′ 16″ O |
| Lakselv     | ENNA | LKL  | 70° 4′ 0″ N, 24° 58′ 26″ O   |
| Mehamn      | ENMH | MEH  | 71° 1′ 42″ N, 27° 49′ 35″ O  |
| Vardø       | ENSS | VAW  | 70° 21′ 19″ N, 31° 2′ 42″ O  |
| Vadsø       | ENVD | VDS  | 70° 3′ 55″ N, 29° 50′ 41″ O  |

### Eisenbahn
In der Finnmark gab es mit der Bahnstrecke Kirkenes–Bjørnevatn eine für den Erztransport genutzte Eisenbahnstrecke.

### Straßenverkehr
Die Europastraße 6 durchquert die gesamte Finnmark und folgt dabei grob dem Küstenverlauf. Lediglich zwischen Lakselv und dem Varangerfjord ist das nicht der Fall. Von der E 6 zweigen mehrere Europastraßen in verschiedene Himmelsrichtungen ab.